# 貫井北町
貫井北町（ぬくいきたまち）は、東京都小金井市の町名。現行行政地名は貫井北町一丁目から貫井北町五丁目。住居表示実施済み区域である。郵便番号は184-0015。

## 地理
貫井北町は小金井市の北西部に位置する。北は小平市回田町、北東は小平市御幸町、東は桜町、南東は本町、南は貫井南町及び国分寺市南町、南西は国分寺市本町、西は国分寺市本多、北西は小平市上水南町に隣接する。北端に玉川上水、南端に中央本線が走っており、東京都道248号府中小平線（新小金井街道）沿いはラーメン屋が多いため、ラーメン街道ともいわれている。 

### 河川
- 玉川上水

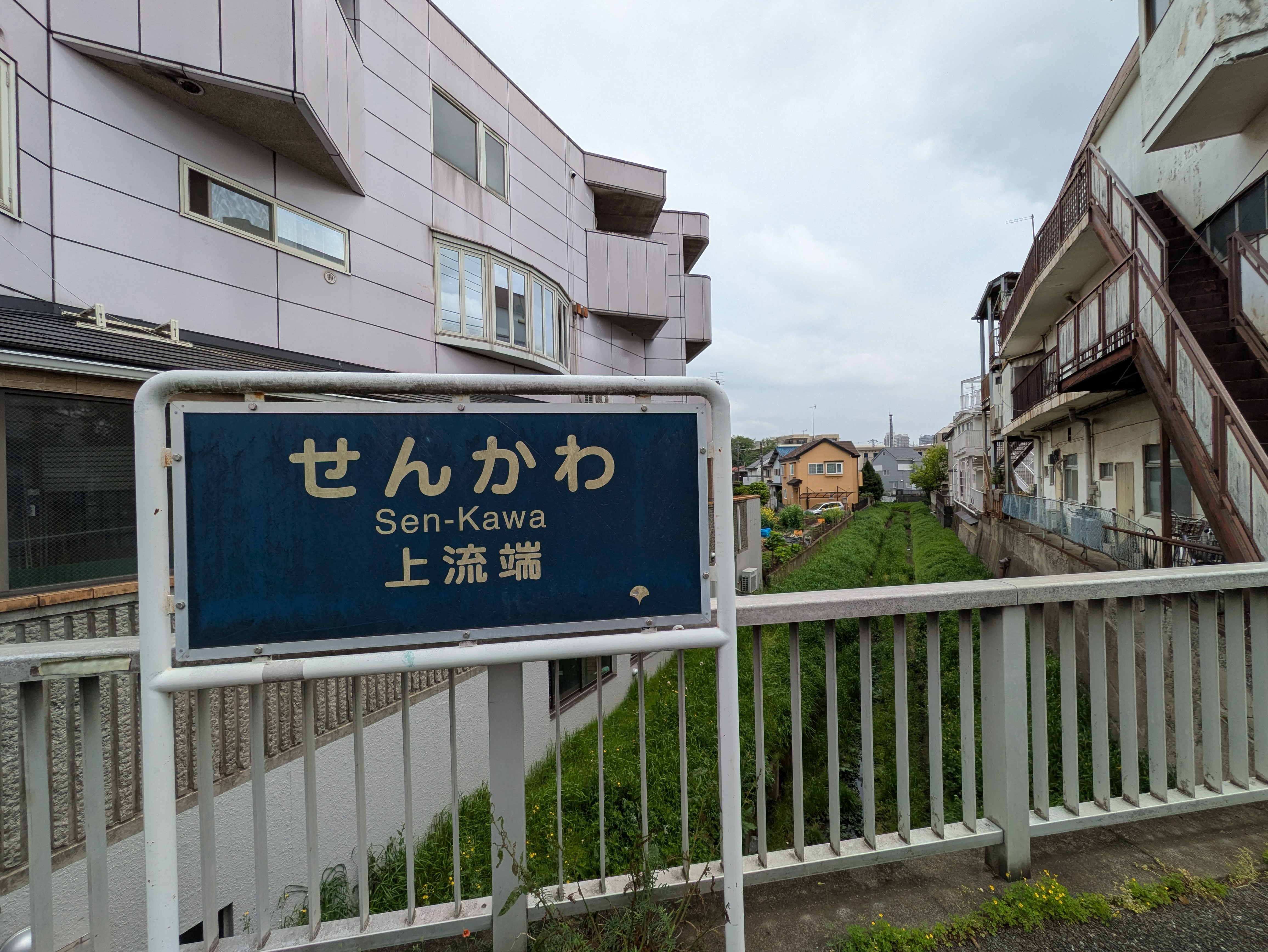
仙川上流端

- 仙川　---上流端が三丁目の新小金井街道直下にあり、川はそこから東に流れる。

### 地価
住宅地の地価は2015年（平成27年）1月1日に公表された公示地価によれば貫井北町2-8-16の地点で34万円/m2となっている。

## 歴史

### 地名の由来
貫井は温井ともいう。ここに湧水池があり、比較的高温だったことが由来といわれる。現在、貫井神社に湧水池がある。

## 世帯数と人口
2018年（平成30年）1月1日現在の世帯数と人口は以下の通りである。
| 丁目           | 世帯数    | 人口     |
| -------------- | --------- | -------- |
| 貫井北町一丁目 | 983世帯   | 1,883人  |
| 貫井北町二丁目 | 989世帯   | 1,884人  |
| 貫井北町三丁目 | 2,371世帯 | 5,539人  |
| 貫井北町四丁目 | 109世帯   | 219人    |
| 貫井北町五丁目 | 1,024世帯 | 2,107人  |
| 計             | 5,476世帯 | 11,632人 |

## 小・中学校の学区
市立小・中学校に通う場合、学区は以下の通りとなる。
| 丁目           | 番地                                                          | 小学校                     | 中学校                     |
| -------------- | ------------------------------------------------------------- | -------------------------- | -------------------------- |
| 貫井北町一丁目 | 1〜7番 12～23番                                               | 小金井市立小金井第四小学校 | 小金井市立小金井第一中学校 |
| 貫井北町一丁目 | その他                                                        | 小金井市立本町小学校       | 小金井市立小金井第一中学校 |
| 貫井北町二丁目 | 全域                                                          | 小金井市立本町小学校       | 小金井市立小金井第一中学校 |
| 貫井北町三丁目 | 4〜5番                                                        | 小金井市立本町小学校       | 小金井市立小金井第一中学校 |
| 貫井北町三丁目 | 小金井住宅1番4～7号棟                                         | 小金井市立本町小学校       | 小金井市立小金井第一中学校 |
| 貫井北町三丁目 | 公務員住宅1番11～12号棟 2番21～22号棟 3番31～32号棟 4番41号棟 | 小金井市立本町小学校       | 小金井市立小金井第一中学校 |
| 貫井北町三丁目 | その他                                                        | 小金井市立小金井第二小学校 | 小金井市立小金井第一中学校 |
| 貫井北町四丁目 | 全域                                                          | 小金井市立本町小学校       | 小金井市立小金井第一中学校 |
| 貫井北町五丁目 | 全域                                                          | 小金井市立小金井第四小学校 | 小金井市立小金井第一中学校 |

## 交通

### 鉄道
| 隣接する街区の駅                                 |
| ------------------------------------------------ |
| JR中央線 - 武蔵小金井駅(JC 15) - 国分寺駅(JC 16) |

### 道路
- 東京都道133号小川山府中線（国分寺街道）
- 東京都道134号恋ヶ窪新田三鷹線（連雀通り）
- 東京都道136号武蔵小金井停車場貫井線
- 東京都道248号府中小平線（新小金井街道）

## 施設
- 東京学芸大学
- 中央大学附属中学校・高等学校
- 東日本旅客鉄道豊田車両センター武蔵小金井派出所
- 情報通信研究機構
- きたまちセンター